# Demi-nœud
Le demi-nœud, aussi appelé nœud simple ou nœud d'arrêt, est le nœud le plus simple. Il décrit une boucle dont les deux extrémités sortent à l'opposé l'une de l'autre. 
Serré à l'extrémité d'une corde, le demi-nœud est un nœud d'arrêt. Une fois serré, il est très difficile à défaire, pour cette raison on peut lui préférer un autre nœud d'arrêt, typiquement le nœud en huit.

## Usage
Utilisé en marine pour fermer un bout de corde, afin qu'il ne s'échappe pas d'une poulie qu'il ne se défasse pas. Toutefois compte tenu de sa faible tenue (nœud pouvant glisser s'il n'est pas assez "souqué"), de sa petite taille (nœud pouvant passer dans l'anse de poulie) et sa difficulté à être dénoué une fois serré ou mouillé, ce nœud est peu recommandé. On lui préfère le nœud de huit.

## Nœuds proches
Autour d'un objet, le nœud devient une simple demi-clé. La boucle ne suffit alors pas à accrocher un objet car la demi-clé se défait dès qu'une extrémité n'a plus de tension. Dans ce cas, la solution typique est de lui superposer une autre demi-clé de manière à former un nœud plat.
Réalisé avec une ganse, on obtient un nœud de plein poing.
Il existe une version doublé du nœud simple : le nœud double.